# Mayday&Stay Tour
Mayday&Stay Tour, anteriormente conocida como Gira Unikornio, es la actual gira de conciertos del cantante y compositor malagueño Pablo López, enmarcado en las labores de promoción de su último disco, que lleva por nombre Unikornio. Once millones de versos después de ti (publicado el 18 de diciembre de 2020). Las primeras fechas, que recalaban en las principales ciudades españolas, fueron anunciadas en enero de 2020 mediante las redes sociales del artista, apenas tres meses después de finalizar la manga 360 grados: piano y voz de su anterior tour de presentación, la Gira Santa Libertad. Sin embargo, debido a la pandemia de coronavirus que azota España desde finales de febrero, el artista decidió posponer todos los conciertos para el próximo 2021, a excepción del fechado en agosto en Mérida, que formó parte de una pequeña tanda de conciertos íntimos a piano y voz ofrecidos por López durante el verano de 2020.
Debido a la evolución de la pandemia, en diciembre de 2020 anunció la cancelación de la mayoría de conciertos de la gira aplazados a 2021, a excepción de Madrid, Barcelona y los programados en las Islas Canarias y algunos festivales. En su lugar, se anunció una nueva manga de la gira, denominada Mayday&Stay Tour, con la que recorrerá los principales teatros y auditorios de nuestro país, respetando las medidas de seguridad. En todas las ciudades se programaron estancias, es decir, varios conciertos en diferentes días, con el objetivo de poder cubrir la demanda debido a las limitaciones de aforo en los espacios. Se programaron conciertos en ciudades como Sevilla, Murcia o Valencia, cuyos conciertos a gran formato habían sido cancelados para estas fechas.
Como antesala a este trabajo, López publicó en noviembre de 2019 el que será el primer sencillo de Unikornio. Once millones de versos después de ti, que lleva por nombre Mama no. A comienzos de mayo de 2020, el malagueño presentó un nuevo sencillo, que lleva por nombre Mariposa. El tercer sencillo del disco, el último antes de la publicación del disco, fue lanzado en septiembre de 2020 bajo el nombre KLPSO.

## Repertorio
El repertorio de la primera etapa se expone a continuación (este se corresponde con el concierto ofrecido el pasado 9 de julio en Barcelona:
1. Mama no
2. Tempo
3. Mariposa
4. Te espero aquí
5. La mejor noche de mi vida
6. El mundo
7. El camino
8. Suplicando
9. Lo saben mis zapatos
10. Tu enemigo
11. KLPSO
12. El gato
13. Hijos del verbo amar
14. Mi casa
15. Mama no
16. El patio

El repertorio de la segunda etapa, que se dará a conocer por primera vez el próximo 19 de marzo en el Gran Canaria Arena de Las Palmas, contará con temas de los cuatro discos publicados por el malagueño: Once historias y un piano (2013), El mundo y los amantes inocentes (2015), Camino, fuego y libertad (2017) y Unikornio. Once millones de versos después de ti (2020).
Listado de canciones de la gira Mayday & Stay Tour 
1. KLPSO2
2. Mamáno
3. El patio
4. Tempo
5. Imaginatú
6. Tu enemigo
7. KLPSO
8. El mundo
9. Medley acústico : Lo saben mis zapatos ,Te espero aquí, canciones a elección del público
10. Mariposa
11. Vi
12. El invierno nos guarda
13. La niña de la linterna
14. Viba
15. Unikornio

## Fechas
La primera manga hizo recalar a López en conciertos íntimos en diferentes festivales españoles, debido a la pandemia de COVID-19. La segunda manga llevó a López a programar estancias de conciertos en las principales ciudades españolas.
| Fecha                                         | Ciudad                   | País   | Recinto                                  |
| --------------------------------------------- | ------------------------ | ------ | ---------------------------------------- |
| Primera Etapa: Gira López, Piano y Voz (2020) |                          |        |                                          |
| 9 de julio de 2020                            | Barcelona                | España | Jardines de Pedralbes                    |
| 17 de julio de 2020                           | Vigo                     | España | Terraza auditorio Mar de Vigo            |
| 18 de julio de 2020                           | Vigo                     | España | Terraza auditorio Mar de Vigo            |
| 25 de julio de 2020                           | Teruel                   | España | Auditorio Parque de los Fueros           |
| 30 de julio de 2020                           | Murcia                   | España | Plaza de Toros de La Condomina           |
| 2 de agosto de 2020                           | San Felíu de Guixols     | España | Guíxols Arena                            |
| 5 de agosto de 2020                           | Algeciras                | España | Plaza de Toros de Las Palomas            |
| 7 de agosto de 2020                           | Benidorm                 | España | Auditorio Julio Iglesias                 |
| 8 de agosto de 2020                           | Cabra                    | España | Auditorio Alcalde Juan Muñoz             |
| 10 de agosto de 2020                          | El Puerto de Santa María | España | Real plaza de toros de El Puerto         |
| 12 de agosto de 2020                          | Valencia                 | España | Centre del Carme Cultura Contemporània   |
| 13 de agosto de 2020                          | Rosas                    | España | Ciudadela de Rosas                       |
| 14 de agosto de 2020                          | Castellón de la Plana    | España | Real Club Náutico de Castellón           |
| 17 de agosto de 2020                          | Almería                  | España | Plaza de la Constitución                 |
| 21 de agosto de 2020                          | Torrelavega              | España | Jardines de la feria de muestras         |
| 22 de agosto de 2020                          | Gijón                    | España | Plaza de Toros de Gijón                  |
| 24 de agosto de 2020                          | Marbella                 | España | Auditorio Starlite                       |
| 27 de agosto de 2020                          | Mérida                   | España | Teatro Romano de Mérida                  |
| 29 de agosto de 2020                          | Calviá                   | España | Recinto de Port Adriano                  |
| 30 de agosto de 2020                          | Inca                     | España | Polideportivo municipal Mateu Cañellas   |
| 31 de agosto de 2020                          | Córdoba                  | España | Teatro de la Axerquía                    |
| 2 de septiembre de 2020                       | Albacete                 | España | Caseta de los Jardinillos                |
| 7 de septiembre de 2020                       | Zamora                   | España | Auditorio Ruta de La Plata               |
| 8 de septiembre de 2020                       | Ponferrada               | España | Auditorio municipal de Ponferrada        |
| 12 de septiembre de 2020                      | Granada                  | España | Palacio de Congresos de Granada          |
| 16 de septiembre de 2020                      | Madrid                   | España | WiZink Center                            |
| 17 de septiembre de 2020                      | Logroño                  | España | Auditorio Riojaforum                     |
| 24 de septiembre de 2020                      | Sevilla                  | España | Auditorio Rocío Jurado                   |
| 25 de septiembre de 2020                      | Torrevieja               | España | Parque Antonio Soria                     |
| 3 de octubre de 2020                          | Pamplona                 | España | Navarra Arena                            |
| Segunda Etapa: Mayday&Stay Tour (2021)        |                          |        |                                          |
| 2 de abril de 2021                            | Palma de Mallorca        | España | Trui Teatre                              |
| 3 de abril de 2021                            | Palma de Mallorca        | España | Trui Teatre                              |
| 4 de abril de 2021                            | Palma de Mallorca        | España | Trui Teatre                              |
| 21 de abril de 2021                           | Valencia                 | España | Palacio de Congresos de Valencia         |
| 22 de abril de 2021                           | Valencia                 | España | Palacio de Congresos de Valencia         |
| 23 de abril de 2021                           | Valencia                 | España | Palacio de Congresos de Valencia         |
| 24 de abril de 2021                           | Valencia                 | España | Palacio de Congresos de Valencia         |
| 25 de abril de 2021                           | Valencia                 | España | Palacio de Congresos de Valencia         |
| 3 de mayo de 2021                             | Barcelona                | España | Teatro Coliseum                          |
| 4 de mayo de 2021                             | Barcelona                | España | Teatro Coliseum                          |
| 5 de mayo de 2021                             | Barcelona                | España | Teatro Coliseum                          |
| 6 de mayo de 2021                             | Barcelona                | España | Teatro Coliseum                          |
| 7 de mayo de 2021                             | Barcelona                | España | Teatro Coliseum                          |
| 8 de mayo de 2021                             | Barcelona                | España | Teatro Coliseum                          |
| 9 de mayo de 2021                             | Barcelona                | España | Teatro Coliseum                          |
| 14 de mayo de 2021                            | Murcia                   | España | Auditorio Víctor Villegas                |
| 15 de mayo de 2021                            | Murcia                   | España | Auditorio Víctor Villegas                |
| 22 de mayo de 2021                            | Zaragoza                 | España | Auditorio de Zaragoza                    |
| 23 de mayo de 2021                            | Zaragoza                 | España | Auditorio de Zaragoza                    |
| 8 de junio de 2021                            | Madrid                   | España | Teatro Rialto                            |
| 9 de junio de 2021                            | Madrid                   | España | Teatro Rialto                            |
| 10 de junio de 2021                           | Madrid                   | España | Teatro Rialto                            |
| 11 de junio de 2021                           | Madrid                   | España | Teatro Rialto                            |
| 12 de junio de 2021                           | Madrid                   | España | Teatro Rialto                            |
| 13 de junio de 2021                           | Madrid                   | España | Teatro Rialto                            |
| 16 de junio de 2021                           | Sevilla                  | España | Auditorio Fibes                          |
| 17 de junio de 2021                           | Sevilla                  | España | Auditorio Fibes                          |
| 18 de junio de 2021                           | Sevilla                  | España | Auditorio Fibes                          |
| 19 de junio de 2021                           | Sevilla                  | España | Auditorio Fibes                          |
| 20 de junio de 2021                           | Sevilla                  | España | Auditorio Fibes                          |
| 9 de julio de 2021                            | La Coruña                | España | Coliseum da Coruña                       |
| 10 de julio de 2021                           | La Coruña                | España | Coliseum da Coruña                       |
| 19 de julio de 2021                           | Burgos                   | España | Coliseum Burgos                          |
| 22 de julio de 2021                           | Benicasim                | España | Recinto de Conciertos FIB                |
| 23 de julio de 2021                           | Calella de Palafrugell   | España | Auditori Jardins de Cap Roig             |
| 26 de julio de 2021                           | Marbella                 | España | Auditorio de Marbella-Starlite           |
| 1 de agosto de 2021                           | Tarragona                | España | Tarraco Arena Plaza                      |
| 6 de agosto de 2021                           | Palos de la Frontera     | España | Foro Iberoamericano de La Rábida         |
| 9 de agosto de 2021                           | Chiclana de la Frontera  | España | Poblado de Sancti Petri                  |
| 11 de agosto de 2021                          | Santander                | España | Campa de la Magdalena                    |
| 13 de agosto de 2021                          | Motril                   | España | Plaza de Toros de Motril                 |
| 14 de agosto de 2021                          | Alicante                 | España | Muelle 12-Puerto de Alicante             |
| 17 de agosto de 2021                          | Marbella                 | España | Auditorio de Marbella-Starlite           |
| 27 de agosto de 2021                          | Avilés                   | España | Explanada Centro Niemeyer                |
| 28 de agosto de 2021                          | Palencia                 | España | Plaza de Toros Campos Góticos            |
| 4 de septiembre de 2021                       | Bilbao                   | España | Bilbao Arena                             |
| 10 de septiembre de 2021                      | Salamanca                | España | Campo de fútbol de Puente Ladrillo       |
| 11 de septiembre de 2021                      | Illescas                 | España | Espacio Escénico Cubierto-Plaza de toros |
| 17 de septiembre de 2021                      | La Laguna                | España | Pabellón Santiago Martín                 |
| 18 de septiembre de 2021                      | Las Palmas               | España | Gran Canaria Arena                       |
| 28 de noviembre de 2021                       | Madrid                   | España | WiZink Center                            |
| 28 de diciembre de 2021                       | Barcelona                | España | Palau Sant Jordi                         |

## Conciertos no celebrados
| Fecha                    | Ciudad                  | País   | Recinto                               | Estado                              | Motivo                                              |
| ------------------------ | ----------------------- | ------ | ------------------------------------- | ----------------------------------- | --------------------------------------------------- |
| 24 de abril de 2020      | Barcelona               | España | Palau Sant Jordi                      | Aplazado (28 de diciembre de 2021)  | Pandemia de enfermedad por coronavirus de 2019-2020 |
| 30 de abril de 2020      | Las Palmas              | España | Gran Canaria Arena                    | Aplazado (18 de septiembre de 2021) | Pandemia de enfermedad por coronavirus de 2019-2020 |
| 2 de mayo de 2020        | La Laguna               | España | Pabellón Santiago Martín              | Aplazado (17 de septiembre de 2021) | Pandemia de enfermedad por coronavirus de 2019-2020 |
| 9 de mayo de 2020        | Murcia                  | España | Plaza de Toros de La Condomina        | Cancelado                           | Pandemia de enfermedad por coronavirus de 2019-2020 |
| 16 de mayo de 2020       | Sevilla                 | España | Estadio Olímpico de La Cartuja        | Cancelado                           | Pandemia de enfermedad por coronavirus de 2019-2020 |
| 22 de mayo de 2020       | Valencia                | España | Plaza de Toros de Valencia            | Cancelado                           | Pandemia de enfermedad por coronavirus de 2019-2020 |
| 5 de junio de 2020       | La Coruña               | España | Coliseum da Coruña                    | Cancelado                           | Pandemia de enfermedad por coronavirus de 2019-2020 |
| 13 de junio de 2020      | Madrid                  | España | WiZink Center                         | Aplazado (28 de noviembre de 2021)  | Pandemia de enfermedad por coronavirus de 2019-2020 |
| 19 de junio de 2020      | Málaga                  | España | Auditorio municipal Cortijo de Torres | Cancelado                           | Pandemia de enfermedad por coronavirus de 2019-2020 |
| 18 de julio de 2020      | Calella de Palafrugell  | España | Auditori Jardins de Cap Roig          | Aplazado (23 de julio de 2021)      | Pandemia de enfermedad por coronavirus de 2019-2020 |
| 23 de julio de 2020      | Madrid                  | España | Teatro Real de Madrid                 | Cancelado                           | Pandemia de enfermedad por coronavirus de 2019-2020 |
| 25 de julio de 2020      | Almería                 | España | Plaza de Toros de Almería             | Cancelado                           | Pandemia de enfermedad por coronavirus de 2019-2020 |
| 31 de julio de 2020      | Chiclana de la Frontera | España | Poblado de Sancti Petri               | Aplazado (9 de agosto de 2021)      | Pandemia de enfermedad por coronavirus de 2019-2020 |
| 3 de agosto de 2020      | Vitoria                 | España | Iradier Arena                         | Cancelado                           | Pandemia de enfermedad por coronavirus de 2019-2020 |
| 22 de agosto de 2020     | Palma de Mallorca       | España | Recinto Trui Son Fusteret             | Cancelado                           | Pandemia de enfermedad por coronavirus de 2019-2020 |
| 4 de septiembre de 2020  | Santa Cruz de Tenerife  | España | Recinto ferial                        | Cancelado                           | Pandemia de enfermedad por coronavirus de 2019-2020 |
| 5 de septiembre de 2020  | Galdar                  | España | Campo de fútbol del Barrial           | Cancelado                           | Pandemia de enfermedad por coronavirus de 2019-2020 |
| 11 de septiembre de 2020 | Jaén                    | España | Auditorio de La Alameda               | Cancelado                           | Pandemia de enfermedad por coronavirus de 2019-2020 |
| 2 de octubre de 2020     | Granada                 | España | Palacio municipal de deportes         | Cancelado                           | Pandemia de enfermedad por coronavirus de 2019-2020 |
| 17 de octubre de 2020    | Córdoba                 | España | Plaza de Toros Los Califas            | Cancelado                           | Pandemia de enfermedad por coronavirus de 2019-2020 |